# Dự án đầu tư xây dựng
Dự án đầu tư xây dựng công trình là tập hợp các đề xuất có liên quan đến việc bỏ vốn để xây dựng mới, mở rộng hoặc cải tạo những công trình xây dựng nhằm mục đích phát triển, duy trì, nâng cao chất lượng công trình hoặc sản phẩm, dịch vụ trong một thời hạn nhất định.

## Tên gọi khác
Báo cáo nghiên cứu khả thi

## Nội dung
Dự án xây dựng thông thường gồm phần thuyết minh dự án và bản vẽ thiết kế cơ sở. Đây chính là các căn cứ để triển khai cho bản vẽ thiết kế kỹ thuật và bản vẽ thi công sau này. Tổng mức đầu tư của dự án chính là giá trị đầu tư xây dựng của dự án.
Không phải bất cứ công trình xây dựng nào cũng phải lập dự án. Các công trình thông thường được chia thành các loại như nhóm A, nhóm B, nhóm C...và các loại công trình này được phân chia căn cứ vào các mức giá trị đầu tư của công trình và theo loại công trình.
Nội dung phần thuyết minh dự án đầu tư xây dựng công trình bao gồm:
- Sự cần thiết và mục tiêu đầu tư, đánh giá nhu cầu thị trường, tiêu thụ sản phẩm, hình thức đầu tư, địa điểm xây dựng, nhu cầu sử dụng đất...
- Mô tả quy mô, diện tích xây dựng công trình, các hạng mục công trình, phương án kỹ thuật, công nghệ và công suất...
- Các phương án, giải pháp thực hiện, phương án giải phóng mặt bằng, tái định cư, phân đoạn thực hiện...
- Đánh giá tác động môi trường, giải pháp phòng chống cháy nổ, các yêu cầu về an ninh, quốc phòng...
- Tổng mức đầu tư của dự án, khả năng thu xếp vốn, nguồn vốn, phương án hoàn trả vốn, các chỉ tiêu tài chính và phân tích đánh giá hiệu quả kinh tế, hiệu quả xã hội của dự án.